# Юная мисс США 1991
Юная Мисс США 1991 (англ. Miss Teen USA 1991) — 9-й национальный конкурс красоты, проводился в Mississippi Gulf Coast Coliseum, Билокси, Миссисипи. Победительницей стала Жанель Бишоп, представлявшая штат Нью-Гэмпшир.
Ведущими конкурса были Дик Кларк, Келли Ху и Лиза Гиббонс. Музыкальное сопровождение Gulf Coast Teen Orchestra.
Второй год подряд проводил в Билокси

## Результаты

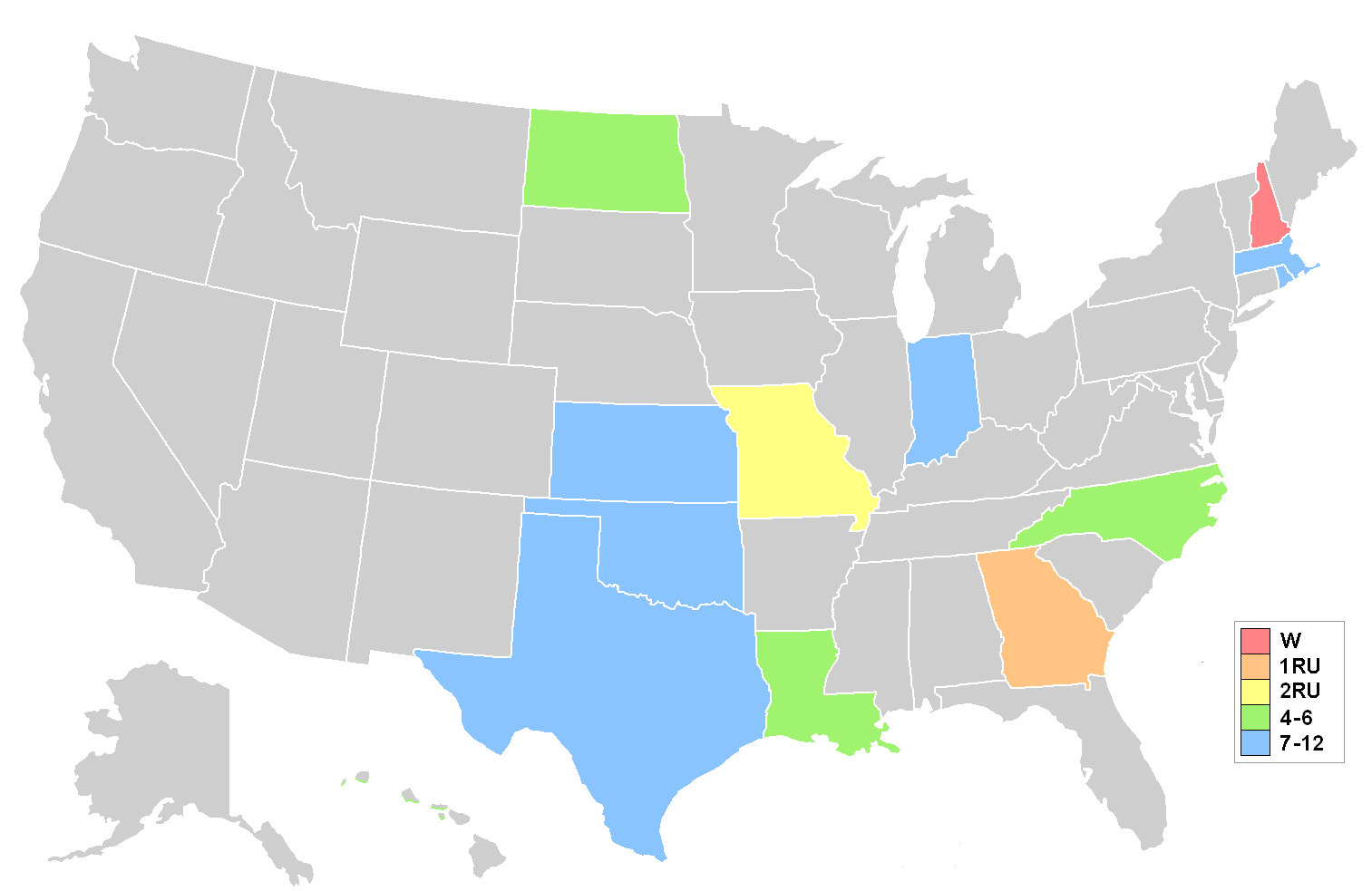
Штаты финалистки конкурса красоты Юная Мисс США 1991

### Места
| Итоговый результат | Участница |
| ------------------ | --- |
| Юная Мисс США 1991 | - Нью-Гэмпшир — Жанель Бишоп |
| 1-я Вице-мисс      | - Джорджия — Мередит Янг |
| 2-я Вице-мисс      | - Миссури — Одра Шерман |
| Топ 6              | - Луизиана – Эллисон Макинтайр - Северная Каролина – Холли Фурман - Северная Дакота – Никки Элкинс                                                                       |
| Топ 12             | - Индиана – Хизер Мишель Харт - Канзас – Дениз Блатчфорд - Массачусетс – Эринн Бартлетт - Оклахома – Рэйчел Чайлдерс - Род-Айленд – Джина Тоньони - Техас – Кара Уильямс |

### Специальные призы
| Награда              | Участница                             |
| -------------------- | ------------------------------------- |
| Мисс Конгениальность | - Северная Каролина — Ширель Робинсон |
| Мисс Фотогеничность  | - Род-Айленд — Мэри Энн Чимино        |

## Участницы
| - Айдахо – Анджелиа Мэдрей - Айова – Тина Феринг - Алабама – Стефани Гвалтни - Аляска – Стейси Стюарт - Аризона – Кристин Тулах - Арканзас – Паула Монтгомери - Вайоминг – Бритта Лунд - Вашингтон – Элизабет Ли - Вермонт – Анн-Мари Жеро - Виргиния – Линда Оверхью - Висконсин – Памела Шраддер - Гавайи – Трини-Энн Лейлани Каопуики - Делавэр – Мишель Долтон - Джорджия – Мередит Янг - Западная Виргиния – Трейси Рексроуд - Иллинойс – Кара Клайн - Индиана – Хизер Харт - Калифорния – Джолин Фолкнер - Канзас – Дениз Блатчфорд - Кентукки – Кристин Джаксман - Колорадо – Кики Кианн Моррикалль - Коннектикут – Эллисон Бенусис - Луизиана – Эллисон Макинтайр - Массачусетс – Эринн Бартлетт - Миннесота – Наташа Гринаски | - Миссисипи – Джимми Глианн - Миссури – Одра Шерман - Мичиган – Лори Ханбомб - Монтана – Тереза Розенбаум - Мэн – Кари Мовеновски - Мэриленд – Дженнифер Уилхойт - Небраска – Эрин Маутер - Невада – Брук Хэммонд - Нью-Гэмпшир – Жанель Бишоп - Нью-Джерси – Кери Паарц - Нью-Йорк – Венди Купер - Нью-Мексико – Кимберли Ападока - Огайо – Мишель Мусер - Оклахома – Рэйчел Чайлдерс - Орегон – Далила Андерсон - Пенсильвания – Кимберли Паркис - Род-Айленд – Джина Тоньони - Северная Дакота – Никки Элкинс - Северная Каролина – Холли Фурман - Теннесси – Трис Сакс - Техас – Кара Уильямс - Флорида – Марни Уэст - Южная Дакота – Табита Мод - Южная Каролина – Джини Бауэрс - Юта – Коррин Петерсон |

## Примечание
1. ↑  N.H. teen wins Miss Teen USA pageant Monday. The Baton Rouge State Times. 20 августа 1991. p. 13-A.
2. ↑  Presscot, Jean (19 августа 1991). This time, Dick Clark is just hired hand. The Baltimore Sun.
3. ↑  Miss Teen USA. USA Today. 8 октября 1990. p. 11A.
4. ↑  Officials bicker over beach slogan. The Baton Rouge Morning Advocate. 5 ноября 1990.
5. ↑  Gaede, Susan (23 мая 1991). Yorba Linda teen is pride of California. The Orange County Register.